# 庄内 (松本市)
庄内（しょうない）は、長野県松本市の地名。現行行政地名は庄内一丁目から庄内三丁目。住居表示実施済み。郵便番号は390-0828。

## 地理
松本市の薄川南岸、田川東岸を占める。南北に県道295号平田新橋線及び市道小池平田線が、東西に県道297号兎川寺鎌田線が通る。これらの道沿いには旧来からの商店や住宅が密集している。

## 歴史
江戸時代には松本城下に南接する広大な庄内村の中心部であり、他に出川町村と小島村の一部を含む。貞享騒動の出川刑場があった所としても知られる。明治になると北国西街道（現在の県道平田新橋線）を中心に民家が立ち並び始めた。松本市内でも早くから発展していた。1966年に住居表示が実施された。

### 町名の由来
町名の由来は平安時代までさかのぼる。当時の松本には「捧（ささげ）の庄」という朝廷の荘園があり、庄内はそれと関係があるとされている。俗称地名では逢初町、南新町、新家町、庄内町、豊田町などが該当する。

### 沿革
- 1966年（昭和41年）7月1日 - 1〜3丁目の住居表示実施[4]。

## 世帯数と人口
2018年（平成30年）10月1日現在の世帯数と人口は以下の通りである。
| 丁目      | 世帯数    | 人口    |
| --------- | --------- | ------- |
| 庄内1丁目 | 422世帯   | 830人   |
| 庄内2丁目 | 415世帯   | 940人   |
| 庄内3丁目 | 435世帯   | 918人   |
| 計        | 1,272世帯 | 2,688人 |

## 交通
- 長野県道295号平田新橋線

## 施設
- ハローワーク松本
- 逢新神社